# Vysílač Lualualei
Vysílač Lualualei je zařízení námořnictva USA sloužící ke komunikaci s ponořenými ponorkami prostřednictvím velmi dlouhých vln.

## Obecné informace
- rok zahájení provozu: 1972
- vysílané frekvence: 21,4 kHz a 23,4 kHz
- výška stožárů: 458,11 m (1503 stop)

## Zajímavosti
- Je to nejvyšší stavba Oceánie.
- V rámci západní polokoule se jedná o nejvyšší zařízení používané k vojenským účelům a rovněž o nejvyšší zařízení sloužící k dlouhovlnnému provozu.
- Po destrukci vysílače v polském Konstantynówě v roce 1991 se jedná o nejvyšší telekomunikační stavbu, jejíž stožáry jsou elektricky odizolovány od země.